# Joseph Cogels
Joseph Marie Cogels (Schoten, 19 de desembre de 1882 – Ossendrecht, 26 de setembre de 1954) va ser un tirador belga que va competir a començaments del segle xx.
El 1920 va prendre part en els Jocs Olímpics d'Anvers, on disputà la competició de fossa olímpica per equips del programa de tir. En ella guanyà la medalla de plata.